# Nada Pertot
Nada Pertot, profesorica, ravnateljica, slovenistka, publicistka, kulturna delavka, * 9. februar 1927, Maribor, † 11. avgust 1999, Trst

## Življenje in delo
Nada Pertot se je rodila v Mariboru, saj sta se starša tja umaknila iz rodne Nabrežine pri Trstu po prvi svetovni vojni. Oče je bil Viktor, uradnik, mati Valerija (rojena Gruden), pa ni bila zaposlena. Osnovno šolo je obiskovala v Mariboru, gimnazijo najprej v Mariboru a jo je zaključila v Ljubljani. Nato se je vpisala na Fakulteto za leposnovne vede v Trstu, kjer je leta 1953 diplomirala iz slovenščine. Na ljubljanski fakulteti se je izpopolnjevala v slavistiki. Zelo zgodaj je začela s poučevanjem, saj je leta 1946 učila na osnovni šoli v Križu, nato na slovenskih nižjih srednjih šolah na Opčinah in v Trstu (pri Svetem Jakobu in pri Svetem Ivanu). Stalno se je zaposlila na slovenskem Znanstvenem liceju France Prešeren v Trstu, kjer je tudi bila ravnateljica, do upokojitve leta 1993.
Nada Pertot je bila tudi svetovalka na centru za usmerjevalno službo med nižješolci pri COSP (Centro Orientamento Scolastico Professionale). Pisala je knjige in antologije za potrebe slovenskih šol na Tržaškem, leta 1979 je deželni šolski urad Furlanije Julijske Krajine izdal njeno zajetno antologijo Od antike do danes (640 strani, (COBISS). Nato je leta 1985 izdala še tri debele antologije s skupnim naslovom Naše bogastvo: nekoč, danes, jutri Predloga:CO14669(COBISS)(COBISS).
Nada Pertot je bila tudi publicistka, saj je pisala za Primorska srečanja (COBISS), Mladiko (COBISS), Primorski dnevnik (COBISS), Novi glas(COBISS) in še marsikje (COBISS). Sodelovala je tudi z Radiem Trst A s priložnostnimi vzgojnimi in literarno kritičnimi sestavki. Leta 1997 je pri Goriški Mohorjevi družbi izdala jezikovni priročnik Pomagajmo si sami (COBISS).
Leta 1998 je Nada Pertot prejela Nagrado Republike Slovenije na področju šolstva (bivšo Žagarjevo nagrado).
Leta 1999 so v njen spomin ustanovili Sklad Nade Pertot, ki je najprej prirejal delavnice kreativnega pisanja, katere najboljša besedila so vključili v antologijo Besede naših src. Nato so poslanstvo Sklada usmerili v podporo dijakom, ki se odločijo za tekmovanje za prestižno Cankarjevo priznanje.
Leta 2010 so občinsko knjižnico v Nabrežini poimenovali po Nadi Pertot.